# Chinchipea
Chinchipea is een geslacht van hooiwagens uit de familie Cosmetidae.
De wetenschappelijke naam Chinchipea is voor het eerst geldig gepubliceerd door Roewer in 1952. 

## Soorten
Chinchipea is monotypisch en omvat slechts de volgende soort:
- Chinchipea bicurvata